# Bacchisa testacea
Bacchisa testacea är en skalbaggsart som först beskrevs av Thomson 1857.  Bacchisa testacea ingår i släktet Bacchisa och familjen långhorningar. Inga underarter finns listade.